# Geranium wardii
Geranium wardii är en näveväxtart som beskrevs av Peter Frederick Yeo. Geranium wardii ingår i släktet nävor, och familjen näveväxter. Inga underarter finns listade i Catalogue of Life.